# São Jorge do Patrocínio
São Jorge do Patrocínio é um município brasileiro do estado do Paraná, localizado na região noroeste do estado. Está distante 85 km de Umuarama, 250 km de Maringá, 180 km de Cascavel e 698 km da Capital Curitiba. Possui uma altitude de 372 metros acima do nível do mar; Área de 361,853 km². Possui um clima subtropical, úmido mesotérmico, sem estação seca definida. O solo da região é originado da formação Arenito Caiuá, situado dentro da barra do Rio Paraná, que possui dois afluentes que correm nas divisas do Município, Ribeirão São João, ao sul e Rio Paracai ao norte.

## História
Em 1940, o Estado do Paraná devia serviços ferroviários à empresa inglesa Byington, como pagamento, foi cedida uma área de terra que abrangia os atuais municípios de Iporã, Pérola, Altônia, São Jorge do Patrocínio, Esperança Nova e Xambrê.
A empresa Byington então dividiu essa área em pequenos lotes de 1 a 20 alqueires paulistas, que foram comprados pelas pessoas que trabalham como parceiros e porcenteiros nas propriedades de café na região norte do Estado e que passaram a ser mão – de – obra ociosa, na década de 1950, com a derrocada do café naquela região.

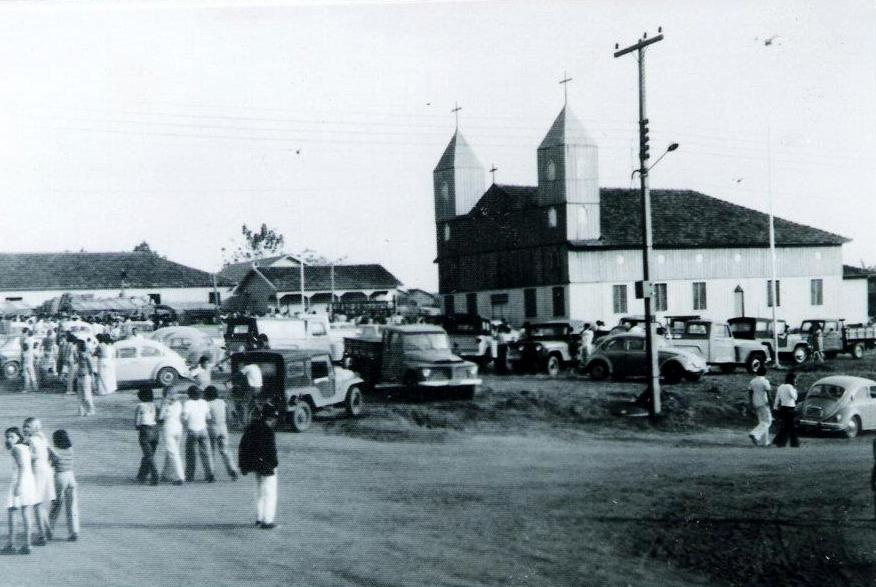
Paróquia Imaculada Conceição (1973)

No início da década de 1960, começaram a chegar a esta localidade os primeiros moradores, atraídos pelo solo fértil, para exploração agrícola, principalmente para o café. Em 1968, foi criado o Município de Altônia, que abrangia o povoado de São Jorge. Um fato marcante foi à participação da igreja Católica na organização das primeiras comunidades. Instalada em fevereiro de 1976, é elevado a Categoria de Distrito pela lei estadual n.º 6964, de 20 de dezembro de 1977.
Então liderados pelo Padre Ernesto Pereira, o povo do distrito de São Jorge, depois de muita luta, consegui elevá-lo à Categoria de Município. Emancipado politicamente pela lei estadual n.º 7474, de 22 de junho de 1981, foi desmembrado de Altônia e reconhecido oficialmente em primeiro de fevereiro de 1983, passando a se chamar de São Jorge do Patrocínio. Com sua instalação e posse do primeiro Prefeito Municipal, Aparecido Faleiros de Souza e da primeira Câmara de Vereadores.

## Geografia
Localiza-se a uma latitude 23º49'42" sul e a uma longitude 49º25'45" oeste, estando a uma altitude de 274 metros. Sua população estimada em 2005 era de 5.017 habitantes.
Possui uma área de 405 km², representando 0.203 % do estado, 0.0718 % da região e 0.0048 % de todo o território brasileiro

### Demografia
Dados do Censo - 2000
População total: 4.561
- Urbana: 2.633
- Rural: 1.928
- Homens: 2.224
- Mulheres: 2.337

Índice de Desenvolvimento Humano (IDH-M): 0,712
- IDH-M Renda: 0,668
- IDH-M Longevidade: 0,684
- IDH-M Educação: 0,798

## Administração
- Prefeito: José Carlos Baraldi (2017/2020)
- Vice-Prefeito: Ronaldo Tinti

## Meio Ambiente e Sustentabilidade
São Jorge do Patrocínio é uma referência na proteção do meio ambiente, na conservação dos recursos naturais e no desenvolvimento sustentável. Em seu município fica localizada a sede do Consórcio Intermunicipal para Conservação do Remanescente do Rio Paraná e Áreas de Influência (CORIPA), primeiro consórcio intermunicipal do Brasil a atuar na conservação da biodiversidade.

### Resíduos Sólidos
Possui 100% da área urbana do município coberta pela coleta seletiva e em algumas comunidades da zona rural possui também PEVs (pontos de entrega voluntária). Os resíduos sólidos recicláveis são encaminhados para uma central de triagem e depois encaminhados para a reciclagem. O resíduos não recicláveis são encaminhados para um aterro sanitário modelo construído pioneiramente em 2008.

### Recursos Hídricos
A captação da água da chuva já é uma realidade em alguns prédio públicos como no pátio municipal, onde a água é utilizada para lavar veículos e máquinas, assim como nas escolas que utilizam a água da chuva para regar hortas. Todas os rios do município estão isolados e protegidos em cumprimento à legislação que estipula as áreas de preservação permanente (Código Florestal Brasileiro) e a maior parte dessas estão em processo regenerativo.

### Biodiversidade
O município possui três unidades de conservação: uma APA Municipal, criada em 1994, o Parque Nacional de Ilha Grande e a Área de Proteção Ambiental das Ilhas e Várzeas do Rio Paraná, ambas criadas em 1997. Estas unidades de conservação representam 60% da área do território municipal e o ICMS Ecológico gerado por elas representa 30% de sua arrecadação tributária. Inclusive, São Jorge do Patrocínio ao receber o ICMS Ecológico desde o início da década de 90, foi um dos municípios pioneiros no estado do Paraná e do Brasil a receber pagamento por serviços ambientais, antes mesmo deste termo ter sido cunhado. Em 2007 foi o município que mais arrecadou ICMS Ecológico no estado Paraná sendo R$ 2.878.333,01 exclusivamente pela conservação da biodiversidade dos ecossistemas associados à planície de inundação do rio Paraná e arquipélago de Ilha Grande.

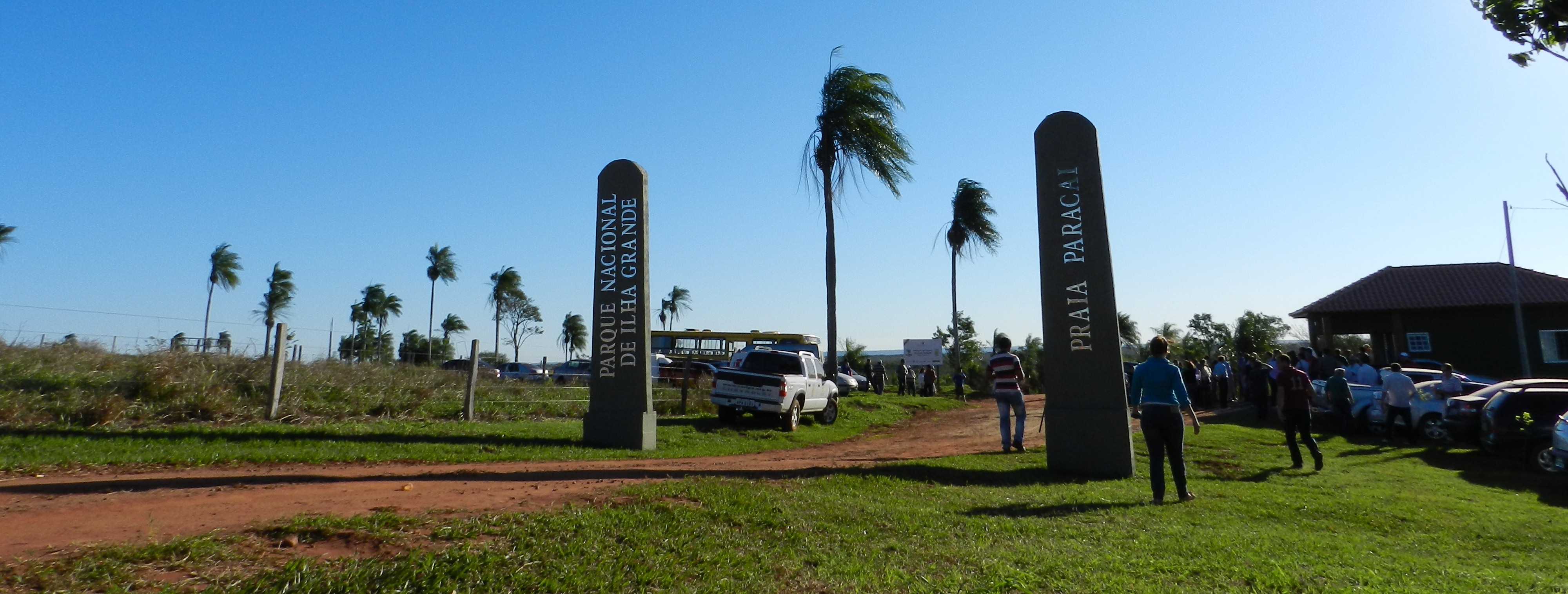
Acesso à Praia do Paracaí no Parque Nacional de Ilha Grande em São Jorge do Patrocínio

### Proteção aos Animais
Desde 2008 o município conta com um Centro de Zoonoses onde são recolhidos animais domésticos feridos, abandonados ou que sofreram maus tratos. O trabalho inclui recolhimento, alimentação, tratamento de doenças e ferimentos e ainda a castração.  A prevenção de zoonoses é amparada pela Lei Municipal No 1.220/2008. Um programa de conscientização, doação de rações e medicamentos e de adoção de animais também é realizado com a população.